# Aer Rianta International
A Aer Rianta International cpt (ARI) é uma companhia de holding e gestão de aeroportos e varejo, registada em Dublin e com sede no Aeroporto de Dublin. A ARI é uma subsidiária da DAA do estado da Irlanda.
A empresa foi criada em 1988 como parte da Aer Rianta (agora DAA). A divisão aeroportuária detém uma participação de 20% no Aeroporto de Düsseldorf. Anteriormente, também detinha participações no aeroporto de Birmingham (vendido em setembro de 2007) e no aeroporto de Hamburgo (vendido em 2006). A divisão de varejo de aeroportos projeta, gerencia e opera pontos de venda aeroportuários duty free e duty paid na Europa, Oriente Médio, Índia, Nova Zelândia e nas Américas.
A ARI tem lojas em Barbados, Bahrein, Canadá, Chipre, Índia, Líbano, Nova Zelândia e Omã e também opera pontos de venda no Aeroporto de Dublin e no Aeroporto de Cork. Tem um volume de negócios gerenciado de mais de 1 bilhão de dólares e emprega mais de 3 mil pessoas em todo o mundo.
Em março de 2007, a Aer Rianta International e a Caribbean Airways, sediada em Barbados, anunciaram um novo negócio de varejo de joint venture chamado CaribbeanAri Inc. O empreendimento será lançado no Aeroporto Internacional Grantley Adams, em Barbados. A empresa contará com uma marca da Runway de lojas de malas, cosméticos, roupas, chocolates, bebidas e tabaco.
Em 2012, a empresa faturou 1,2 bilhões de euros.